# 佐世保市立潮見小学校
佐世保市立潮見小学校（させぼしりつ しおみしょうがっこう）は、長崎県佐世保市須田尾町にある公立小学校。

## 概要
歴史
1929年（昭和4年）に「潮見尋常高等小学校」として創立。現校名となったのは学制改革が行われた1947年（昭和22年）。2014年（平成26年）に創立85周年を迎えた。
校区
住所表記で佐世保市の後に「福石町、若葉町、潮見町、干尽町（一部）」が続く地域。中学校区は佐世保市立山澄中学校。
なお、学校の所在地である須田尾町の小学校区は佐世保市立白南風小学校。
校章
海の波を図案化したものを背景にして中央に校名の「潮見」の文字（縦書き）を置いている。
校歌
作詞は榊夏子、作曲は原格太郎による。歌詞は3番まであり、各番に校名の「潮見小学校」が登場する。

## 沿革
- 1929年（昭和4年）5月 - 「潮見尋常高等小学校」が創立（尋常科6年、高等科2年）。 児童数は1,550名、学級数32。
- 1941年（昭和16年）4月1日 - 国民学校令の施行により、「佐世保市潮見国民学校」に改称。尋常科を初等科に改める（初等科6年・高等科2年）。
- 1945年（昭和20年）
  - 6月 - 戦災により、全校舎を焼失。
  - 10月 - 白南風国民学校校舎の一部を借用し、二部授業を実施。
- 1947年（昭和22年）
  - 4月1日 - 学制改革により、国民学校初等科が改組され「佐世保市立潮見小学校」（現校名）となる。
  - 9月 - 校舎が完成。平常授業に戻る。
- 1948年（昭和23年）7月 - 育友会が発足。
- 1951年（昭和26年）2月 - 完全給食を開始。
- 1957年（昭和32年）4月 - 鉄筋コンクリート造3階建ての校舎が完成。
- 1959年（昭和34年）3月 - 10教室を改築。
- 1964年（昭和39年）9月 - 講堂が完成。
- 1968年（昭和43年）5月 - プールが完成。
- 1980年（昭和55年）
  - 8月 - 講堂を体育館に改築。
  - 9月 - 米飯給食を開始。
- 2000年（平成12年）10月 - パソコン室が完成。
- 2004年（平成16年）4月 - 2学期制を導入。
- 2005年（平成17年）9月 - ふれあいルームが完成。
- 2011年（平成23年）9月 - 体育館の耐震化工事が完了。

## 交通アクセス
最寄りの鉄道駅
- JR九州 佐世保線、松浦鉄道 西九州線「佐世保駅」

最寄りのバス停
- 西肥バス（させぼバスが担当）「潮見小学校入口」・「山澄中学校入口」バス停

## 周辺
- 佐世保市立山澄中学校
- 佐世保警察署須田尾交番